# Fabien Giraud et Raphaël Siboni
 (juin 2022).
Il peut être nécessaire de l'améliorer pour respecter le principe de neutralité de point de vue. Veuillez consulter la page de discussion pour plus de détails.

 (mars 2022).
 (mars 2022).
Si vous disposez d'ouvrages ou d'articles de référence ou si vous connaissez des sites web de qualité traitant du thème abordé ici, merci de compléter l'article en donnant les références utiles à sa vérifiabilité et en les liant à la section « Notes et références ».
 (mars 2022).
La mise en forme du texte ne suit pas les recommandations de Wikipédia : il faut le « wikifier ».
Les points d'amélioration suivants sont les cas les plus fréquents. Le détail des points à revoir est peut-être précisé sur la page de discussion.
- Les titres sont pré-formatés par le logiciel. Ils ne sont ni en capitales, ni en gras.
- Le texte ne doit pas être écrit en capitales (les noms de famille non plus), ni en gras, ni en italique, ni en « petit »…
- Le gras n'est utilisé que pour surligner le titre de l'article dans l'introduction, une seule fois.
- L'italique est rarement utilisé : mots en langue étrangère, titres d'œuvres, noms de bateaux, etc.
- Les citations ne sont pas en italique mais en corps de texte normal. Elles sont entourées par des guillemets français : « et ».
- Les listes à puces sont à éviter, des paragraphes rédigés étant largement préférés. Les tableaux sont à réserver à la présentation de données structurées (résultats, etc.).
- Les appels de note de bas de page (petits chiffres en exposant, introduits par l'outil «  Source ») sont à placer entre la fin de phrase et le point final[comme ça].
- Les liens internes (vers d'autres articles de Wikipédia) sont à choisir avec parcimonie. Créez des liens vers des articles approfondissant le sujet. Les termes génériques sans rapport avec le sujet sont à éviter, ainsi que les répétitions de liens vers un même terme.
- Les liens externes sont à placer uniquement dans une section « Liens externes », à la fin de l'article. Ces liens sont à choisir avec parcimonie suivant les règles définies. Si un lien sert de source à l'article, son insertion dans le texte est à faire par les notes de bas de page.
- La présentation des références doit suivre les conventions bibliographiques. Il est recommandé d'utiliser les modèles {{Ouvrage}}, {{Chapitre}}, {{Article}}, {{Lien web}} et/ou {{Bibliographie}}. Le mode d'édition visuel peut mettre en forme automatiquement les références.
- Insérer une infobox (cadre d'informations à droite) n'est pas obligatoire pour parachever la mise en page.

Pour une aide détaillée, merci de consulter Aide:Wikification.
Si vous pensez que ces points ont été résolus, vous pouvez retirer ce bandeau et améliorer la mise en forme d'un autre article.
Fabien Giraud et Raphaël Siboni est un duo d'artistes français originaires de Paris.

## Biographies

### Fabien Giraud
Fabien Giraud est né en 1980, il vit et travaille à Paris. Il étudie à l'ENSAD puis au Fresnoy avant de commencer sa collaboration avec Raphaël Siboni en 2007.
Fabien Giraud mène depuis 2012 le projet Glass Bead, une plateforme de recherche et un journal dont le but est de créer des transferts de savoir entre art, science et philosophie, tant dans les dimensions théoriques, pratiques ou politiques de ces domaines.

### Raphaël Siboni
Raphaël Siboni est né en 1981, il vit et travaille Paris. Il étudie à l'ENSAD puis au Fresnoy avant de commencer sa collaboration avec Fabien Giraud en 2007.

## Collaboration
Fabien Giraud et Raphaël Siboni se rencontrent au Fresnoy où ils commencent leur collaboration en 2007. Venant tous deux d'une pratique documentaire, leur travail mixe sculpture, film et performance. Ils explorent la possibilité de mondes alternatifs, empruntant aux science-fictions et aux philosophies spéculatives en usant généralement de procédés d’écriture uchroniques.
Les sujets qui les ont concernés au cours de la série The Unmanned furent par exemple l'histoire et le devenir des technologies, le capitalisme et le principe de valeur, ou encore l'évolution de l'Humain et du non-Humain sur un temps longs.
Leurs expositions ne sont pas seulement l'aboutissement d'un projet mais bien souvent l'occasion de prolonger la fiction élaborée dans leurs films. Elles impliques des sculptures et installations, scénographiant les espaces d'exposition, issues du tournage des films (accessoires, costumes, décors...) ou bien conçus indépendamment. Ces objets peuvent être activés lors de performances, impliquant parfois les sujets présents dans leurs films, créant ainsi des porosités entre film et exposition, réalité et fiction, ainsi qu'entre expositions, vues comme la présentation d'un procédé toujours en cours plus que des évènements isolés.

## Œuvres

### The Everted Capital
The Everted Capital constitue la deuxième saison de la série The Unmanned. Elle est composée de deux épisodes : 1894-7231, sorti en 2018, et de 1971-4936, sorti en 2019. Chaque épisode dure 24 heures, et est tourné à huis clos.

#### 1894-7231
1894-7231 se déroule dans un futur lointain, dans lequel un groupe de communistes immortels habite une sphère de Dyson dans laquelle la mort réapparaît. À chaque heure l'un d'entre eux meurt, provoquant des bouleversements au sein de la communauté, et le retour progressif de transactions monétaire comme atavisme d'un monde pourtant oublié depuis longtemps par leur civilisation.

#### 1971-4936
1971-4936 retrace la prise en otage d'un groupe d'immortels par des mortels durant 3 000 ans. Le but de ces derniers est d'empêcher la destruction de la Terre par ceux qui l'ont déjà quittée, guidés par un Richard Nixon reconstitué en deepfake. Les images sont rapportées par une équipe de télévision autorisée à interviewer les mortels. 82 génération plus tard, du dernier des mortels poursuivant la prise d'otages naît un enfant croisé entre mortel et immortel, ni mortel ni immortel, il est "plus que la vie".

### The Unmanned
The Unmanned, première saison de la série éponyme, explore à rebours l’évolution de l’intelligence artificielle ou de la computation plus largement. Elle est composée de 7 épisodes, introduits comme chaque saison de la série par un épisode à part : l'axiome, amorçant le sujet global. Il n’y a pas de continuité narrative, ni d'unité de temps ou de lieu entre les huit films. Le fil conducteur est l’inexorable ascendant de l’intelligence artificielle sur l’esprit humain, retracée de l'an 2045 à l'an 1542, en passant par sept dates clefs depuis lesquelles des fictions sont déroulées.

## Expositions monographiques (sélection)
- Infantia (1894-7231) - Institut d’Art Comteporain, Villeurbanne, France, 2020.
- The Everted Capital - Museum of Old and New Art, Hobart, Australie, 2019.
- La Forme du Non - Fondation d’Entreprise Ricard, Paris, France, 2018.
- The Unmanned - Museum of Old and New Art, Hobart, Australie, 2018.
- 2045-1542 (A history of computation) - Casino Luxembourg - Forum d’Art Contemporain, Luxembourg, 2018.
- Une Machine Simple - Netwerk/Centrum voor hedendaagse kunst, Aalst, Belgique, 2015.
- The Unmanned - Centre Pompidou, Prospectif Cinema cycle, Paris, France, 2014.
- The Unmanned - Centre International d’art et du paysage, Île de Vassivière, France, 2014.
- The Unmanned - VOX Centre de l’Image Contemporaine, Montréal, Canada, 2014.
- The Unmanned - Casino Luxembourg - Forum d’Art Contemporain, Luxembourg, 2014.
- La Condition / Le Barrage - Loevenbruck gallery, Paris, France, 2010, 2014.
- Les choses qui tombent - Gertrude Contemporary Art Spaces, Melbourne, Australie, 2009.
- Superdôme - Last Manoeuvres in the Dark - Palais de Tokyo, Paris, France, 2007.

## Expositions collectives (sélection)
- If the Snake - Okayama Art Summit Triennial, Japon, 2019.
- Hysterical Mining - Kunsthalle, Vienne, Autriche, 2019.
- Open Codes - ZKM, Karlsruhe, Allemagne, 2018.
- Artistes & Robots - Grand Palais, Paris, France, 2018.
- Le Rêve des Formes - Palais de Tokyo, France, 2018.
- Electric Coma - VAC Foundation, Venise, Italie, 2017.
- Liverpool Biennal - Tate Liverpool, Liverpool, Angleterre, 2016.
- Soft Crash - GAMeC, Bergame, Italie, 2016.
- Parallel Lines - CCA, Glasgow, Écosse, 2016.
- El mundo fue plano, ahora es redondo y será un holograma, MAZ, Guadalajara, Mexique, 2016.
- La Vie Moderne - Lyon Biennial, France, 2015.
- Nel Mezzo del Mezzo - Museo Riso d’Arte della Sicilia, Palerme, Italie, 2015.
- Disappearing Acts - LIAF, Îles Lofoten, Norvège, 2015.
- Systémique - CEAAC, Strasbourg, France, 2015.
- La Souris et le Perroquet - Villa Arson, Nice, France, 2015.
- Videonnale - Festival for Contemporary Video Art, Bonn, Allemagne, 2015.
- Concrete - Monash University Museum, Melbourne, Australie, 2014.
- Pierre Huyghe’s Cine Club - Anthology Film Archive, New York, USA, 2014.
- I look to you and I see nothing, Sharjah Art Foundation, Sharjah, UAE, 2013.
- Beam In Thine Own Eye, Museum of Old and New Art, Hobart, Tasmanie , Australie, 2013.
- The Lewton Bus, Vitrine, Londres, Angleterre, 2012.
- Repetition Island, Centre Pompidou, Paris, France, 2010.
- Res Publica, Moscow Museum of Art, Moscou, Russie, 2010.
- Dynasty, Palais de Tokyo & MAMVP, Paris, France, 2010.
- The Moving Index, Honor Fraser Galery, Los Angeles, USA, 2010.
- La Force de l’Art 02, Grand Palais, Paris, France, 2009[13].
- Against Exclusion, Moscow Biennial, Garage, Moscou, Russie, 2009.
- Lucky Number Seven, Site Santa Fe Biennial, New Mexico, USA, 2008.
- 00’s - L’histoire d’une décennie qui n’est pas encore nommée - Biennale de Lyon, France, 2007.